# 栄駅 (兵庫県)
| 駅舎正面より遠景 |  | 近景 |
| 駅舎正面より遠景 |  | 近景 |

栄駅（さかええき）は、兵庫県神戸市西区押部谷町栄字北万覚にある、神戸電鉄粟生線の駅。駅番号はKB46。

## 歴史
- 1937年（昭和12年）6月15日：三木電気鉄道の木津 – 押部谷間に栄駅として開業（隣の木幡駅も同日開業）[1][5]。
- 1947年（昭和22年）1月9日：神戸有馬電気鉄道により合併され、神有三木電気鉄道（のちに神戸電鉄）の駅となる。
- 1952年（昭和27年）10月1日：電鉄栄駅に改称[1]。
- 1979年（昭和54年）5月：駅舎新築[1]。
- 1988年（昭和63年）4月1日：再び栄駅に改称[1]。

## 駅構造

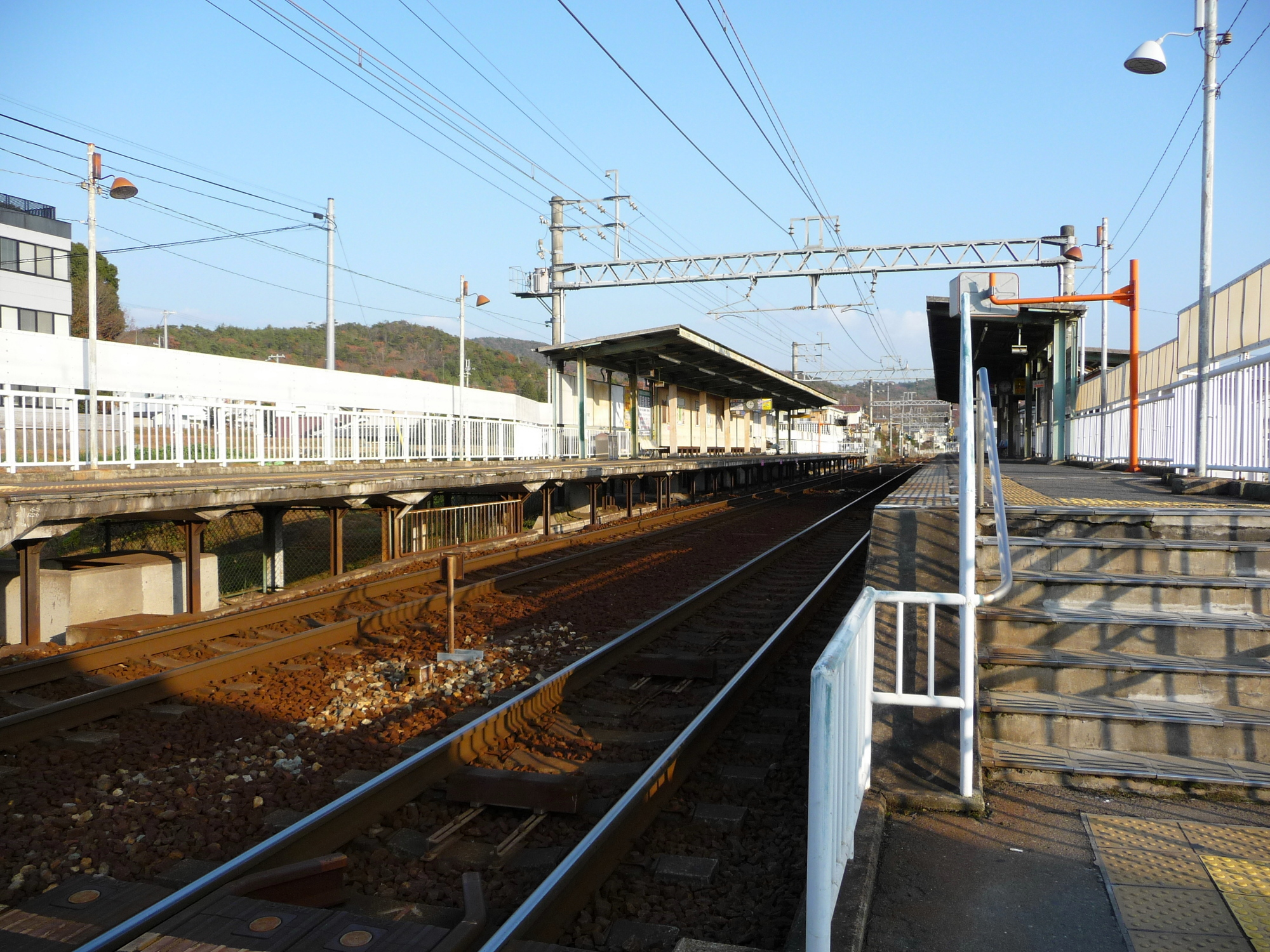
ホーム

相対式2面2線のホームを持つ地平駅。駅舎は下りホーム側にあり、上りホームへは粟生寄りの構内踏切で連絡している。1979年までは駅舎はなかった。
沿線光ネットワークに接続された駅務遠隔システムが導入されており、センター駅から自動券売機、自動改札機、自動精算機、TVカメラ、インターホン、シャッターが遠隔操作される。そのため駅員巡回駅となっており、構内売店等も設けられていないが、駅南側の美容室で割引乗車券の委託販売を実施している。

### のりば
| ホーム | 路線   | 方向 | 行先       |
| ------ | ------ | ---- | ---------- |
| 駅舎側 | 粟生線 | 下り | 粟生方面   |
| 反対側 | 粟生線 | 上り | 新開地方面 |

※のりば番号は設定されていない。

## 利用状況
1日あたりの乗車人員 564人（2022年度）
近年の1日平均乗車人員は下表のとおりである。
| 年度               | 1日平均 乗車人員 |
| ------------------ | ---------------- |
| 2005年（平成17年） | 1,132            |
| 2006年（平成18年） | 1,088            |
| 2007年（平成19年） | 1,030            |
| 2008年（平成20年） | 1,030            |
| 2009年（平成21年） | 967              |
| 2010年（平成22年） | 915              |
| 2011年（平成23年） | 861              |
| 2012年（平成24年） | 816              |
| 2013年（平成25年） | 819              |
| 2014年（平成26年） | 808              |
| 2015年（平成27年） | 787              |
| 2016年（平成28年） | 751              |
| 2017年（平成29年） | 712              |
| 2018年（平成30年） | 690              |
| 2019年（令和元年） | 669              |
| 2020年（令和02年） | 559              |
| 2021年（令和03年） | 545              |
| 2022年（令和04年） | 564              |

## 駅周辺
駅前には商店や住宅があるものの、のどかな田園風景が広がる。また、徒歩で10分程の距離に桜が丘、月ヶ丘などの新興住宅地がある。
- 神戸市立神港高校第2グランド（野球部専用）
- 神姫ゾーンバス本社

## バス路線
南側に栄駅前、西側に栄駅西の各停留所がある。
| 停留所名 | 運行事業者                  | 路線名・系統・行先 |
| -------- | --------------------------- | --- |
| 栄駅前   | 神姫バス                    | - 快速：三宮・海上アクセスターミナル / 青山5丁目・自由が丘中公園・恵比須駅・三木営業所 - 38系統：神戸駅 / 押部谷（栄） |
| 栄駅前   | 神姫ゾーンバス              | - 11系統：桜が丘方面 / 押部谷（栄）                                                                                    |
| 栄駅前   | - 神姫バス - 神姫ゾーンバス | - 20系統・20A系統：西神中央駅 / 押部谷（栄）                                                                           |
| 栄駅西   | 神姫バス                    | - 74系統・75系統・76系統：押部谷（栄）/ 西神中央駅                                                                     |
| 栄駅西   | 神姫ゾーンバス              | 12系統：月が丘方面 / 押部谷（栄）                                                                                      |
| 栄駅西   | - 神姫バス - 神姫ゾーンバス | - 20A系統：西神中央駅 / 押部谷（栄） - 73系統：押部谷（栄）/ 西神中央駅                                                |

## 隣の駅
神戸電鉄
■粟生線
■準急・■普通
木幡駅 (KB45) - 栄駅 (KB46) - 押部谷駅 (KB47)